# Stanisławowia Stanisławów
Stanisławowia Stanisławów (pełna nazwa: Klub Sportowy „Stanisławowia” Stanisławów) – polski klub piłkarski z siedzibą w Stanisławowie (obecnie Iwano-Frankiwsk na Ukrainie). Rozwiązany podczas II wojny światowej.

## Historia
Chronologia nazw:
- 1924: Stanisławowskie Towarzystwo Sportowe
- 1925: Stanisławowia Stanisławów
- 1939: klub rozwiązano

Piłkarska drużyna o nazwie Stanisławowskie Towarzystwo Sportowe została założona w Stanisławowie w 1924 i startowała w rozgrywkach III podokręgu Klasy C Lwowskiego OZPN. W 1925 roku klub zmienił nazwę na Stanisławowia. Sponsorem tej drużyny był przedsiębiorca o nazwisku Sarafini, z pochodzenia Włoch, posiadający przedsiębiorstwo budowy kanalizacji w Stanisławowie. Zespół piłkarski nigdy nie zakwalifikował się do rozgrywek barażowych o I ligę Państwową. Dwa sezony zmagał się o mistrzostwo stanisławowskiego OZPN.
We wrześniu 1939, kiedy wybuchła II wojna światowa, klub przestał istnieć.